# Adolfo Drago Braco
Adolfo Drago Braco (ur. w 1893 Gwatemala, zm. 1966 w Quetzaltenango) - dramaturg gwatemalski. Był posłem i dyplomatą. Autor około trzydziestu sztuk teatralnych.